# Serranus socorroensis
El serrano de Socorro (Serranus socorroensis) es una especie de peces de la familia Serranidae en el orden de los Perciformes.

## Morfología
Los machos pueden llegar alcanzar los 8 cm de longitud total.

## Distribución geográfica
Se encuentran en las Islas Revillagigedo.